# Tropaeolum azureum
Tropaeolum azureum là một loài thực vật có hoa trong họ Tropaeolaceae. Loài này được Bertero ex Colla miêu tả khoa học đầu tiên năm 1832.